# Verdienter Mitarbeiter des Finanzwesens der Deutschen Demokratischen Republik
Verdienter Mitarbeiter des Finanzwesens der Deutschen Demokratischen Republik war eine staatliche Auszeichnung  der Deutschen Demokratischen Republik (DDR), welche in Form eines Ehrentitels mit Urkunde und einer tragbaren Medaille verliehen wurde. 

## Beschreibung
Die Stiftung dieses Ehrentitels erfolgte am 30. November 1978. Er konnte verliehen werden für hervorragende Leistungen zur Erzielung hoher und messbarer volkswirtschaftlicher Ergebnisse, insbesondere außergewöhnliche Verdienste und Initiativen bei der Erfüllung der gestellten Aufgaben, ferner für ständige hohe Einsatzbereitschaft sowie für langjährige beispielgebende Tätigkeit im sozialistischen Finanz-, Geld-, Preis- und Kreditwesen. Die Medaille konnte nur an Einzelpersonen verliehen werden, eine Doppelverleihung war ausgeschlossen. Ihre Verleihung erfolgte an Mitarbeiter der Abteilungen Finanzen und Preise der Räte der Bezirke und Kreise, der Inspektionen der staatlichen Finanzrevision, Preiskontrolle, Bankorgane und nachgeordneter Betriebe und Einrichtungen. Ferner erfolgte sie auch an Mitarbeiter von Banken, Sparkassen, staatlichen Versicherungen, Hauptbuchhalter von VEBs usw. Zum Ehrentitel gehört eine Medaille und eine Prämie von 5000 Mark. Die Verleihung des Ehrentitels erfolgte durch den Minister der Finanzen alljährlich im Februar.

## Medaille zum Ehrentitel
Die vergoldete Medaille mit einem Durchmessern von 35 mm zeigt auf ihrem Avers mittig die goldene Inschrift: VERDIENTER / MITARBEITER / DES / FINANZWESENS / DER DDR auf blauen Grund. Umschlossen wird das ganze von zwei übergroßen auf dem Rand der Medaille aufgesetzten Lorbeerzweigen, die unten verflochten nach oben hin gebogen offen dargestellt sind. Das Revers der Medaille zeigte dagegen das Staatswappen der DDR. Getragen wurden die Medaille an der linken oberen Brustseite an einer weißen bezogenen Spange, das beiderseits von einem dunkelblauen Saum abgeschlossen wird. In das Band selber ist waagerecht ein schwarz-rot-goldener Mittelstreifen eingewebt in dessen Mitte sich die Miniatur eines 10 mm großen goldenen Staatswappen der DDR befindet. Die Interimsspange war von gleicher Beschaffenheit und zeigte ebenso die 10 mm große goldene aufgesetzte Miniatur des Staatswappens der DDR.